# Chalcophyma
Chalcophyma là một chi bọ cánh cứng trong họ Chrysomelidae.
Chi này được Baly miêu tả khoa học năm 1865.

## Các loài
Các loài trong chi này gồm:
- Chalcophyma harrilena Bechyne, 1980
- Chalcophyma lassia Bechyne, 1983
- Chalcophyma leda Bechyne, 1983
- Chalcophyma tabajara Bechyne, 1983